# Harivaṃśa

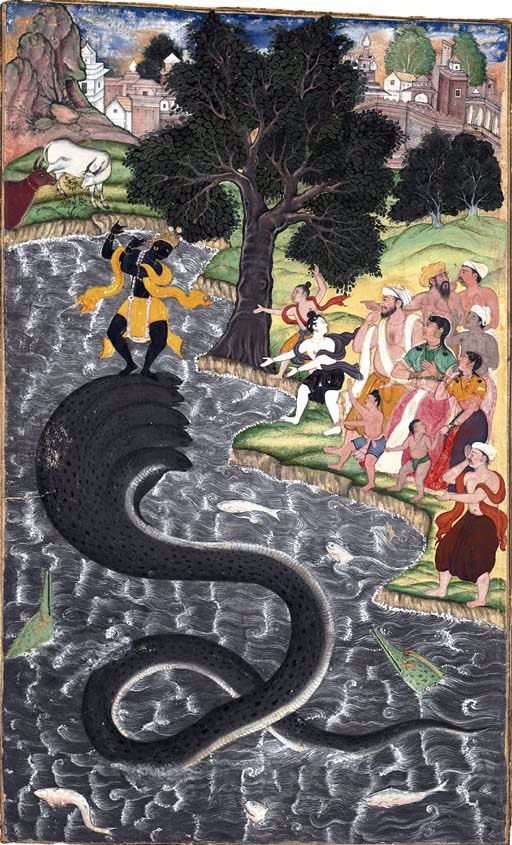
Krishna danse sur la tête du serpent Kaliya. Miniature moghole, vers 1590-1595.

Le Harivaṃśa (en sanskrit : Harivaṃśa हरिवंश, Lignée de Hari, c'est-à-dire Krishna), est un important poème hindou en sanskrit formé de 16 374 stances. Il est souvent considéré comme un appendice au Mahabharata.

## Le texte
La structure du texte est complexe et certains de ses passages remontent aux Ier ou IIe siècle ap. J.-C. Pour l'essentiel le texte est issu de deux traditions, celle des pañcalakṣaṇa (les cinq marques) des purana et celle des récits contant la jeunesse de Krishna, le huitième avatar de Vishnou, en tant que vacher. Il s'agit de la plus ancienne version de la jeunesse de Krishna Gopala, contant notamment ses aventures avec les bouvières (ou gopi) et le présentant comme un héros tribal.

## Traductions
Le Harivaṃśa a connu plusieurs traductions dans les langues vernaculaires indiennes[réf. souhaitée]. Au XIXe siècle, il est traduit en français par M. A. Langlois (deux volumes, 1834-1835) et en anglais par M. N. Dutt (1897). En 2024, André Couture en a donné une traduction intégrale, publiée par les éditions des Belles Lettres sous le titre Harivaṃśa ou Lignée de Hari : Une vie traditionnelle de Kṛṣṇa.
Il existe également dans plusieurs langues une version jaïne du Harivaṃśa[réf. nécessaire].

### Traductions
- (en) A Prose English Translation of Harivamsha  (trad. Manmatha Nath Dutt), Calcutta, H.C. Dass, 1897, 951 p. (lire en ligne)
- (en) Harivansa ou Histoire de la famille de Hari. Ouvrage formant un appendice du Mahabaratha  (trad. M. A. Langlois), vol. I, Paris - Londres, 2 vol., 1834-1835, xvi + 535 p. (vol. I) (lire en ligne)
- André Couture, (préf. Pierre-Sylvain Filliozat), La Vision de Markandeya et la manifestation du Lotus : Histoires anciennes tirées du Harivamsa, Genève, Librairie Droz, 2007 351 p.,  (ISBN 978-2-600-01143-3)
- Harivaṃśa ou Lignée de Hari. Une vie traditionnelle de Kṛṣṇa  (Introduction, traduction, annotations de André Couture.), Paris, Les Belles Lettres, coll. « Indika » (no 6), 2024, 580 p. (ISBN 978-2-251-45544-0)

### Études
- John Bowker, The Oxford Dictionary of World Religions, New York, Oxford University Press, 1997, p. 410.
- Louis Renou et Jean Filliozat, L'Inde classique. Manuel des études indiennes, vol. I, Paris, Maisonneuve, 1985 (ISBN 2-720-01035-9), p. 403, § 403